# Djebel Taragraguet
Djebel Taragraguet är ett berg i Algeriet. Det ligger i provinsen Médéa, i den norra delen av landet, 90 km söder om huvudstaden Alger. Toppen på Djebel Taragraguet är 1 415 meter över havet.